# Avenue Herrmann-Debroux
Pour les articles homonymes, voir Herrmann-Debroux.
L'avenue Herrmann-Debroux est une avenue bruxelloise de la commune d'Auderghem qui relie le boulevard du Souverain à l'avenue Gustave Demey sur une longueur de 500 mètres.

## Historique et description
Le 20 juin 1925, apparut un nouveau chemin portant le nom de l'ancien bourgmestre Carl Herrmann-Debroux. 
L'homme vivait encore mais, puisque le bourgmestre Gustave Demey voulait donner son propre nom à une autre rue, 
il lui aurait été difficile d'oublier son rival politique par la même occasion. 
C'est ainsi que, le même jour, quatre anciens bourgmestres et lui-même furent commémorés pour la postérité : 
Général Merjay, Jean Vanhaelen, Joseph Chaudron, Carl Herrmann-Debroux et Gustave Demey.
La Herrmann-Debroux fut tracée à travers un terrain assez marécageux, appelé autrefois le Dieperick. 
L'avenue relie le boulevard du Souverain à la chaussée de Wavre, au lieu-dit Ten Bruxken. 
Quelques maisons apparurent rapidement aux endroits où la construction du boulevard du Souverain avait 
rehaussé les terrains entre celui-ci et la rue Jacques Bassem. Ces habitations disparurent dans le courant des années 70 pour faire place au viaduc de l'E411. 

### Le viaduc Herrmann-Debroux

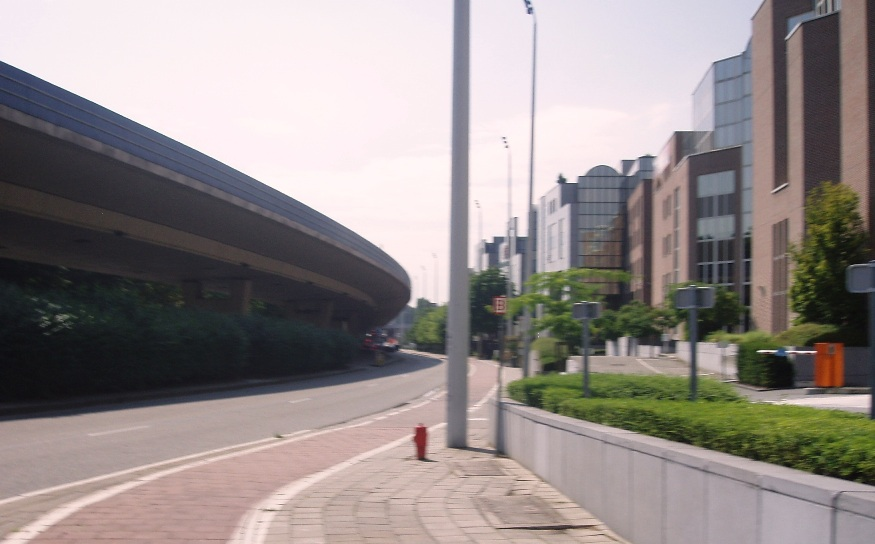
Le viaduc Herrmann-Debroux de la E411 et les ambassades longeant l'avenue du même nom.

C'est la seule voie publique de la commune présentant une « impériale »[Quoi ?], sous la forme d’un viaduc surélevé, qui est un axe majeur d’entrée de ville.
Une fois par mois se tient une brocante sous le viaduc.
Le gouvernement bruxellois a approuvé en juillet 2021 le projet de démolition du viaduc, décrié pour son aspect esthétique et pour le phénomène de barrière qu’il occasionne, au profit d’un réaménagement sous forme de boulevard urbain.

### Les abords
L'avenue est entièrement bâtie composée d'ambassades, bureaux et surfaces commerciales.

## Situation et accès
| ___ | Ce site est desservi par la station de métro : Herrmann-Debroux. |